# 紀元前87年
紀元前87年（きげんぜん87ねん）は、ローマ暦の年である。

## 他の紀年法
- 干支 : 甲午
- 日本
  - 崇神天皇11年
  - 皇紀574年
- 中国
  - 前漢 : 後元2年
- 朝鮮
  - 檀紀2247年
- 仏滅紀元 : 458年
- ユダヤ暦 : 3674年 - 3675年

## できごと

### ローマ
- ルキウス・コルネリウス・キンナが執政官に選ばれ、民衆派の政策を行った。
- ルキウス・コルネリウス・スッラがギリシアに到着した。
- オスティアがアフリカに戻ったガイウス・マリウスに破壊された。

### 技術
- アンティキティラの沈没船（英語版）がエーゲ海に沈む。アンティキティラ島の機械などの遺物を現代に残した。

## 誕生
- ルキウス・ムナティウス・プランクス：執政官（紀元前15年没）

## 死去
- マルクス・アントニウス・オラトル：執政官（ガイウス・マリウスによる処刑）
- 武帝：前漢の皇帝（紀元前156年生）
- 司馬遷：歴史家、『史記』の著者（紀元前145年生）
- ルキウス・コルネリウス・メルラ：ローマの司祭（自殺）
- グナエウス・ポンペイウス・ストラボ：執政官、グナエウス・ポンペイウスの父（病気）
- プブリウス・リキニウス・クラッスス：執政官、マルクス・リキニウス・クラッススの父（殺害）